# Nevicata (Franzosi)
Nevicata è un dipinto di Umberto Franzosi. Eseguito verso il 1955, appartiene alle collezioni d'arte della Fondazione Cariplo.

## Descrizione
In questo malinconico scorcio milanese Franzosi raffigura la via Palestrina, nei pressi della Stazione Centrale e non lontano dal suo studio. Significativa è la resa cromatica, memore della lezione chiarista e giocata sulle tonalità dei rosa, degli azzurri e dei violetti.

## Storia
Il dipinto fu esposto alla mostra sociale della Permanente nel 1955 e in quell'occasione venne acquistato dalla Fondazione Cariplo.